# Liste der Monuments historiques in Chauvigny
Die Liste der Monuments historiques in Chauvigny führt die Monuments historiques in der französischen Gemeinde Chauvigny auf.

## Liste der Bauwerke
| Bezeichnung                              | Beschreibung                       | Standort                           | Kennzeichnung | Schutzstatus | Datum | Bild           |
| ---------------------------------------- | ---------------------------------- | ---------------------------------- | ------------- | ------------ | ----- | -------------- |
| Gentilhommière de la Rivière-aux-Chirets | Erbaut im 17. Jahrhundert          | (Lage)                             | PA00105415    | Inscrit      | 1986  |                |
| Donjon von Gouzon                        | Erbaut im 11./12. Jahrhundert      | (Lage)                             | PA00105411    | Classé       | 1889  | weitere Bilder |
| Kirche Notre-Dame                        | Erbaut im 11. Jahrhundert          | (Lage)                             | PA00105412    | Classé       | 1840  | weitere Bilder |
| Schloss Harcourt                         | Erbaut im 15. Jahrhundert          | (Lage)                             | PA00105410    | Classé       | 1840  | weitere Bilder |
| Kirche St-Pierre                         | Erbaut im 11./12. Jahrhundert      | in Saint-Pierre-lès-Eglises (Lage) | PA00105414    | Classé       | 1952  | weitere Bilder |
| Niederlassung des Templerordens          | Erbaut im 13. Jahrhundert          |                                    | PA00105417    | Classé       | 1915  |                |
| Kirche St-Pierre                         | Erbaut Anfang des 12. Jahrhunderts | (Lage)                             | PA00105413    | Classé       | 1846  | weitere Bilder |
| Schloss der Bischöfe von Poitiers        | Erbaut im 12. und 14. Jahrhundert  | (Lage)                             | PA00105409    | Classé       | 1840  | weitere Bilder |

## Liste der Objekte

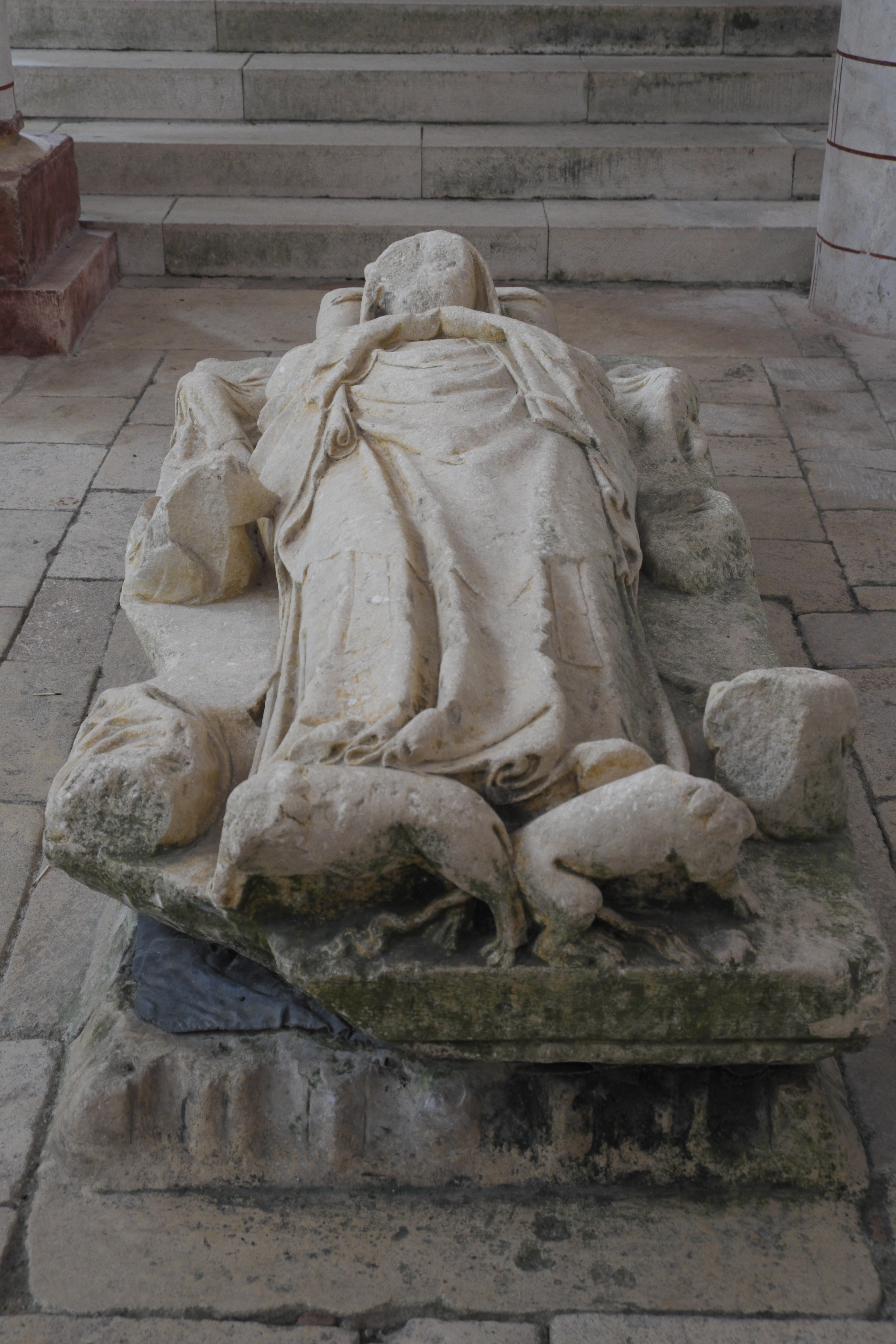
Grab mit Liegefigur (14. Jahrhundert) in der Kirche St-Pierre

- Monuments historiques (Objekte) in Chauvigny in der Base Palissy des französischen Kultusministeriums